# Dolmen von Lhomme

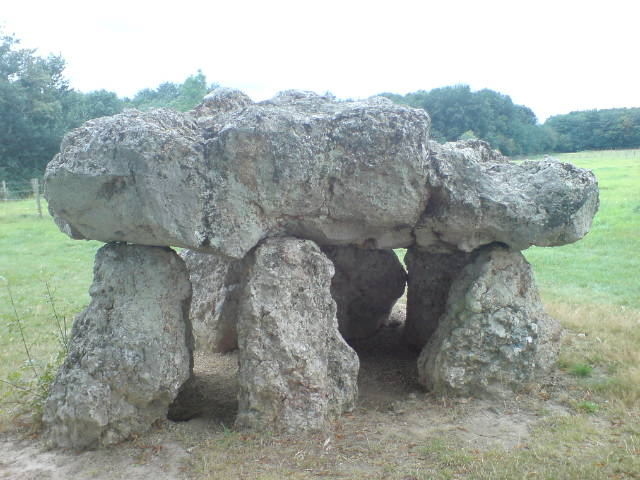
Dolmen von Lhomme

Der Dolmen von Lhomme (auch Dolmen von Maupertuis genannt) liegt beim Weiler Dauvers, nordöstlich von Lhomme im Département Sarthe in Frankreich. Dolmen ist in Frankreich der Oberbegriff für neolithische Megalithanlagen aller Art (siehe: französische Nomenklatur).

## Beschreibung
Der über sieben etwa einen Meter hohen senkrechten Tragsteinen liegende Deckstein des Dolmens ist 3,5 bis 4,0 Meter lang und 2,5 bis 3,0 Meter breit. An der Südseite ist ein Zugang, der es erlaubt in den Dolmen zu gelangen, woher wohl auch Ursprung des Hofnamens Maupertuis kommt. „Pertuis“ bedeutet in altfranzösisch „das Loch“, „die Öffnung“ oder „die enge Passage“.
Der Dolmen ist seit 1984 als Monument historique eingestuft.